# Офлаг
Офлаг (скор. від нім. Offizierslager für kriegsgefangene Offiziere) — нацистський табір військовополонених, в якому утримували офіцерів, інтернованих під час військових чи окупаційних дій у часи Другої світової війни. 

## Історія

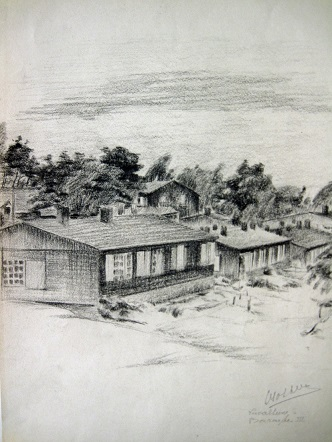
Офлаг Х-Д, 1944

Усього було утворено близько 130 офлагів. 
 Перші офіцерські табори військовополонених було утворено в 1939 році під час і після завершення воєнних дій на території Польщі. 
Офлаг II-A (нім. Oflag X-D) був відкритий як табір для військовополонених у вересні 1939 року. У ньому перебували переважно польські та бельгійські офіцери. 17 березня 1945 року група хворих польських офіцерів з табору Офлаг II-C (нім. Oflag II-CD) добралася до Офлаг II-A.
Роботи над табором Офлаг II-C  розпочались у жовтні 1939 року, коли на будівництво табору прибуло 500 польських в’язнів із вересневої кампанії. У травні 1940 року невеликі групи польських офіцерів були переведені сюди з інших таборів для військовополонених.
Інший відомий табір —  Офлаг Х-Д (нім. Oflag X-D) — був у Фішбеку. 
Офіцери були звільнені від роботи, але мусили годувати себе з одержуваної плати, а коли вони просили  працювати, щоб отримати більше їжі, їм казали, що Женевська конвенція забороняє їм працювати.